# Donggua Zhen
Donggua Zhen (kinesiska: 东瓜, 东瓜镇) är en köping i Kina. Den ligger i provinsen Yunnan, i den sydvästra delen av landet, omkring 120 kilometer väster om provinshuvudstaden Kunming. Antalet invånare är 103 115. Befolkningen består av 50 736 kvinnor och 52 379 män. Barn under 15 år utgör 14,0 %, vuxna 15-64 år 80 %, och äldre över 65 år 5,0 %.
Genomsnittlig årsnederbörd är 846 millimeter. Den regnigaste månaden är juli, med i genomsnitt 185 mm nederbörd, och den torraste är januari, med 5 mm nederbörd.